# АВА продукција
АВА продукција (изворно: AVA Production Group, до новембра 2008. AVA Television Production (АВА = Аудио-визуелна атракција)) је независна хрватска продукцијска кућа, са седиштем у Загребу. Од 2007. АВА продукција има своју испоставу АВА филм у Београду.
Фирма је основана 2003. године а власници су Роман Мајетић и Тончи Хуљић. Фирма се бави производњом телевизијског програма, понајвише забавног карактера.
У периоду од 2004. до 2010. године, АВА продукција је била једна од водећих продукцијских кућа за производњу телевизијских серија на Балкану.
Најпознатији производи АВА продукције су њихове теленовеле, као на пример „Љубав у залеђу“.
Прва теленовела је снимљена 2004. године, под називом „Вила Марија“. Режију је водила Мексиканка Алисија Карвахал, која је пре тога режирала познату мексичку теленовелу „Ла дуда“. „Вила Марија“ је емитована у свим републикама бивше Југославије, и достигла је велики успех. У Србији је била толико популарна, да ју је Тијана Дапчевић споменула у својој југоносталгичној песми „Све је исто, само њега нема“ (Чујем у Београду, да се гледа „Вила Марија“...). Серије АВА продукције емитоване су у преко 25 земаља.
У Авиним теленовела су редовно, поред хрватских глумаца, учествовали су и српски глумци. Међу њима су били Маја Новељић Ромчевић, Ненад Стојменовић, Стефан Капичић, Аљоша Вучковић, Војин Ћетковић, Владимир Тинтор, Александар Срећковић и Бојана Ординачев.
Поред теленовела АВА производи и друге телевизијске формате, као што су на пример високобуџетне крими серије „Урота“ и „Ја Чегевара“ (још неприказана). АВА је такође произвела ријалити-шоу „Сурвајвер - Одисејев оток“.
Све Авине теленовеле, као и крими серија „Урота“ су своју премијеру имале на српској ТВ Пинк. АВА од самог почетка сарађује са ТВ Пинк, која Авине производе емитује за простор Србије, Црне Горе и Босне и Херцеговине. У Хрватској је АВА једно време сарађивала са ХРТ, али је та сарадња прекинута због услова новог конкурса за теленовелу, по којима би куповином права на емитовање ХРТ постала трајни власник програма, на које АВА није желела да пристане. Нову теленовелу „Закон љубави“ ће од јесени емитовати Нова ТВ за простор Хрватске.
АВА продукција је 2007. године отворила своју испоставу у Београду, која се зове АВА филм. Први пројекат куће АВА филм је теленовела „Заустави време“.
Крајем октобра 2008. су се Тончи Хуљић и Роман Мајетић разишли споразумно, те је Мајетић постао 100% власник АВА продукције.

## Теленовеле из куће АВА
- Вила Марија
- Љубав у залеђу
- Обични људи
- Понос Раткајевих
- Закон љубави
- Заустави време

## Крими серије из куће АВА
- Урота
- Ја, Че Гевара

## Риалити шоу из куће АВА
- Сурвајвер - Одисејев оток